# Eudoxie (épouse de Flavius Arcadius)
Pour les articles homonymes, voir Eudoxie.
Eudoxie, en grec ancien : Εὐδοξία (Aelia Eudoxia), née vers 375/380 (?) et décédée en 404, est une impératrice byzantine par son mariage avec l'empereur Flavius Arcadius en 395.

## Biographie

### Origines
Elle est la fille d'un général franc de Théodose Ier, Bauto, et peut-être sœur du général Arbogast. Elle vit à la cour de Constantinople où son père est chargé de fonctions importantes. À la mort de son père, son ami Promote se charge de l'éducation d'Eudoxie avant d'être éliminé par Flavius Rufinus, le préfet du prétoire d'Orient. Ce sont alors les deux fils de Promote, élevés avec Arcadius qui la prennent en charge. Le futur évêque de Nicomédie, Pansophius, l'instruit dans la religion chrétienne. 

### Un couple impérial soudé
L'eunuque Flavius Eutropius, ennemi affiché de Flavius Rufinus, ruine par un stratagème l'organisation du mariage de la fille de Rufinus avec Flavius Arcadius. Grâce à sa beauté exceptionnelle, Eudoxie est choisie par l'eunuque Eutropius pour épouser l'empereur. Lors d'une absence de Rufinus en Syrie, en avril 395, Eutropius organise les préparatifs du mariage d'Arcadius avec Eudoxie dans le plus grand secret ; personne à la cour hormis le prince n'est au courant que la future épouse n'est pas la fille de Rufinus. Celui-ci, revenu de voyage, est persuadé que les préparatifs du mariage qu'il observe au palais sont ceux de sa fille avec Arcadius. La manipulation est si bien montée que le nom de l'épouse n'est dévoilé qu'au dernier moment. Rufinus perdit alors beaucoup d'influence sur l'empereur.
Eudoxie prend rapidement l'ascendant sur son époux. Son chambellan, Amantius, s'occupe d'organiser les bonnes œuvres de l'impératrice, mais elle a aussi de mauvais conseillers parmi ses femmes et ses eunuques, tels que Marsa, Castricia et Eugraphia. Elle a quatre enfants, dont en 399, une fille, Pulchérie et en 401, un fils qui deviendra l'empereur Théodose II. Mais sa fidélité à l'empereur n'est pas avérée : lorsqu’elle met au monde son quatrième enfant, en 401, la ville entière le baptisa, en haussant les épaules, du nom de « fils du comte Jean », un des conseillers d’Arcadius et ministre omnipotent. Elle fait construire des thermes et un palais à Constantinople. 
Le couple impérial apprécie le patriarche de Constantinople Jean Chrysostome, mais celui-ci s'attire rapidement l'inimitié des classes supérieures et des évêques par ses critiques sévères de leur mode de vie non conforme à l'idéal évangélique. Lorsque Jean ordonne la translation des reliques de saint Phocas de Sinope, l'impératrice Eudoxie se charge en personne de porter la châsse à travers la ville, ce dont Jean la remercie ensuite vivement dans une homélie.

### Une princesse ambitieuse
Princesse ambitieuse, Eudoxie a laissé un souvenir détestable qui lui a valu, de la part des historiens, le surnom de « la Barbare », : « Cruelle, haineuse, avide d'argent et d’honneurs, âme emportée, nature viciée, conscience dévoyée, Eudoxie a sa troupe d’adulateurs et prétend faire tout plier devant son autocrate et injuste volonté. » Elle n'hésite pas à se débarrasser d'Eutropius en 399 afin de dominer le faible esprit de son époux. Elle obtient alors le soutien du général goth Gaïnas, ancien allié d'Eutropius. Mais Jean Chrysostome reçoit Eutropius et le protège grâce au droit d'asile des églises. Pourtant, Eutropius s'étant aventuré hors de l'église, est arrêté et mené devant Arcadius. Eudoxie le fait exiler à Chypre, d'où il est peu de temps après ramené vers Chalcédoine, pour y être jugé et décapité. 
Le second à être éliminé est le remuant général goth Gaïnas en 400, dont elle fait massacrer les soldats par la foule, ce qui provoque la fuite de ce dernier. 
La ville de Sélymbrie en Thrace demande l'autorisation de changer son nom en Eudoxiopolis en hommage à l'impératrice. Flattée, Eudoxie leur assure une augmentation de revenus.

### L’opposition avec Jean Chrysostome
Eudoxie scandalise les chrétiens par son luxe et son amour du faste. Elle se voit reprocher par Jean Chrysostome l'accaparement d'une somme appartenant à la veuve Callitrope et des biens d'une autre veuve : il aurait comparé l'impératrice à l'infâme reine Jézabel de l'Ancien Testament. Mais Jean Chrysostome, qui a déjà tenté de protéger Eutropius de la vengeance d'Eudoxie, se trouve en mauvaise posture à la cour. 
Pour se venger, Eudoxie profite d'une controverse canonique avec Théophile, patriarche d'Alexandrie, pour faire exiler Jean Chrysostome. En juin 403, Théophile arrive à Constantinople pour être jugé par le patriarche de Constantinople, mais le patriarche et son entourage savent se faire apprécier de la cour et l'affaire se retourne contre Jean qui est alors déposé et condamné, condamnation ratifiée par l'empereur Flavius Arcadius qui est dominé par sa femme. Cependant, confronté à la réaction outrée de la population de Constantinople, Jean est aussitôt rappelé à la demande de l'impératrice qui, à la suite d'un mystérieux accident — une fausse couche — y voit un avertissement du Ciel. Eudoxie le félicite de ce prompt retour. Cependant, l'impératrice ne peut souffrir la présence d'un prélat aussi indépendant d'esprit. 
Souhaitant être adorée comme l'empereur, elle obtient du sénat qu'une statue la représentant soit érigée sur le forum de la cité en face de la basilique Sainte-Sophie. En septembre 403, une statue d'Eudoxie en argent, posée sur une colonne de porphyre, donne lieu à des jeux de théâtre et à des danses à l'occasion de sa dédicace. Jean Chrysostome, indigné, se plaint dans une homélie que ces réjouissances perturbent l'office religieux. Ses propos sont rapportés à Eudoxie qui enrage. Alors que la tension avec Eudoxie est à son comble, Jean se montre peu diplomate, commençant une oraison par une allusion à Hérodiade réclamant la tête de Jean le Baptiste : « De nouveau Hérodiade est frappée de démence. De nouveau elle danse. De nouveau elle réclame la tête de Jean sur un plat. » L'allusion à Eudoxie est très claire. Elle envoie chercher les évêques opposants de Chrysostome, qui prétendent qu'il a été condamné par un concile et ne peut donc diriger l'Église. Il n'a pas la possibilité de se défendre contre les accusations dont il est l'objet devant l'empereur, car Eudoxie s'arrange pour empêcher que le patriarche rencontre l'empereur et le persuade de renoncer à l'exiler. Des troubles importants secouent alors la communauté chrétienne de Constantinople. Finalement, en 404, il est une deuxième fois condamné et exilé à Cucusus, en Arménie.
Eudoxie meurt peu après, le 6 octobre 404 à la suite d'une seconde fausse couche. Elle est enterrée dans l'église des Saints-Apôtres près des tombeaux de son époux et de son fils Théodose II.